# Morio-Muskat

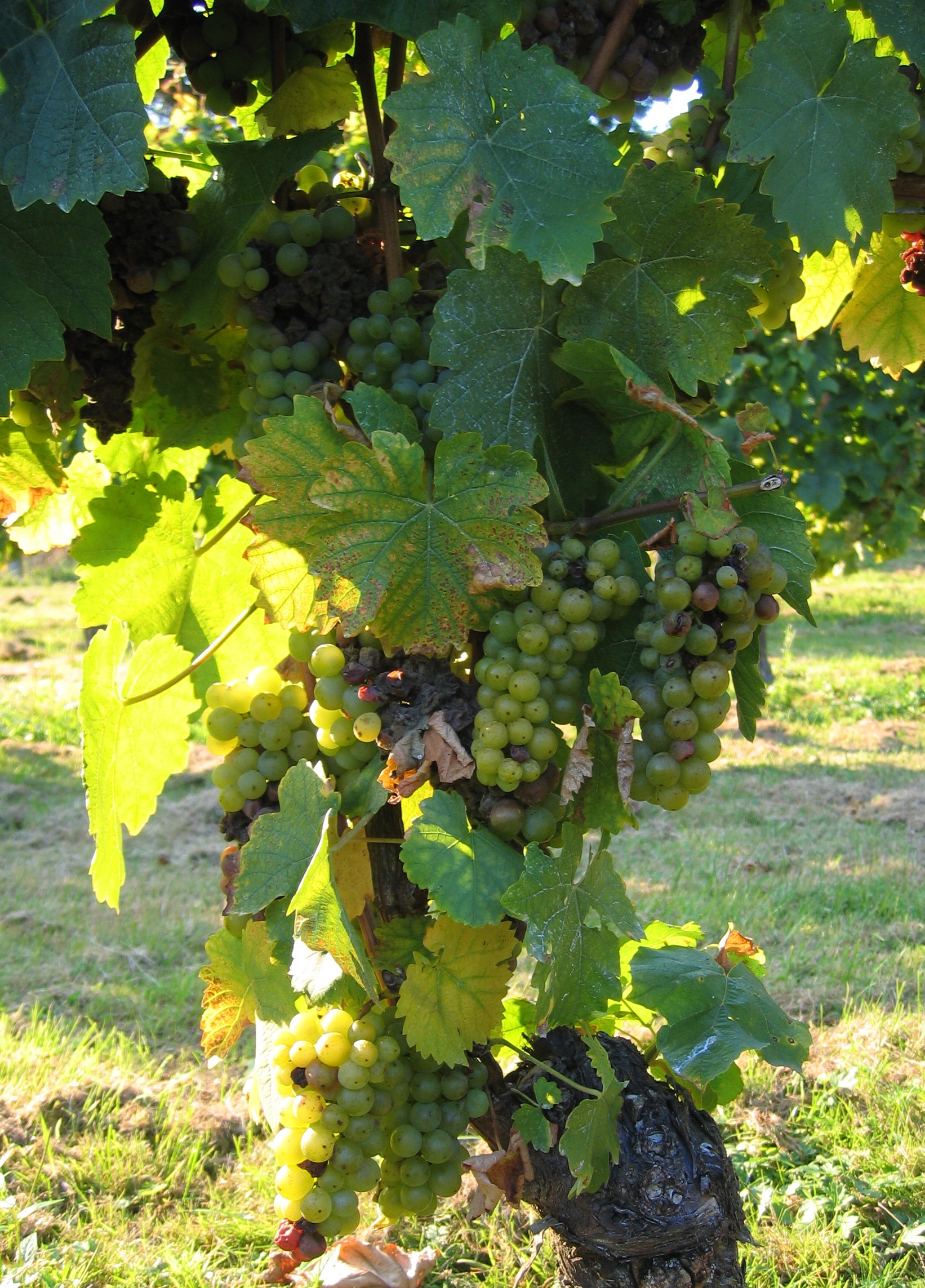
Morio Muskat im Rheingau

Morio Muskat ist eine Weißweinsorte, die im Jahr 1928 aus einer Kreuzung von Silvaner x Gelber Muskateller am Rebenzüchtung-Institut Geilweilerhof in Siebeldingen (Pfalz) entstand. Der Züchter Peter Morio gab hingegen die Kreuzungspartner Silvaner und Weißburgunder an; doch diese Elternschaft wurde schon lange angezweifelt. Dass aus einer Kreuzung zweier eher zurückhaltender Sorten eine ausgeprägte Aromasorte entstanden war, erschien unwahrscheinlich. Die Rebsorte liefert einen Wein mit kräftigem Geschmack und ausgeprägtem Muskat-Bouquet, aber laut Peter Morio war sie nicht mit der Rebsorte Muskateller verwandt. Im Jahr 2012 konnten durch DNA-Analyse die ursprünglichen Angaben des Züchters widerlegt werden. In den deutschen Anbaugebieten Rheinhessen und Pfalz noch immer beliebt, ist sie im restlichen Deutschland allerdings unbedeutend. Sortenschutz wurde 1956 erteilt und seit 1982 ist sie als „freie“ Sorte in die Sortenlisten eingetragen.
Sortenrein ausgebaut ergeben sich durchaus interessante Weißweine. Um eine gute Qualität zu erreichen, sollte die Sorte in einer entsprechenden Lage stehen. Bei geringem Mostgewicht können die Weine unreif und grasig wirken. Aus reifen Trauben liefert die Sorte die typische „Morio-Aromatik“ mit einer nicht überparfümierten Muskatnote sowie einer kräftigen Säure. Daneben erinnern die Weine im Aroma an Zitrone oder Holunderblüte.
Abstammung: Silvaner x Gelber Muskateller. Die Angaben von Morio wurden zwischenzeitlich korrigiert.

## Ampelographische Sortenmerkmale
In der Ampelographie wird der Habitus folgendermaßen beschrieben:
- Die Triebspitze ist offen. Sie ist spinnwebig bis schwach behaart und von hellgrüner bis brauner oder bronzener Farbe.
- Die mittelgroßen bis großen, rundlichen Blätter sind ein- bis dreilappig und schwach gebuchtet. Die Stielbucht ist lyraartig-geschlossen, so dass nur eine elliptische Öffnung aufscheint. Das Blatt ist stumpf bis scharf gezahnt. Die Zähne sind im Vergleich zu anderen Rebsorten breit gesetzt.
- Die walzenförmige Traube ist mittelgroß, manchmal geflügelt und dichtbeerig. Die rundlichen bis leicht länglichen Beeren sind mittelgroß und von grüngelber Farbe, die sich bei Vollreife der Beeren gelblich präsentieren. Die Beeren verfügen über eine sehr dünne Schale und haben im Geschmack eine leichte Muskatnote.

Die Rebsorte reift ca. 15–20 Tage nach dem Gutedel (und damit ca. 1 Woche nach dem Müller-Thurgau) und gilt somit im internationalen Vergleich als früh reifend.
Die Sorte ist anfällig gegen den Echten Mehltau, den Falschen Mehltau und die Grauschimmelfäule. Wegen des frühen Austriebs ist die Sorte stark frostgefährdet. Ein Ernteausfall ist jedoch kaum spürbar, da die Nachtriebe fruchtbar sind.
Siehe auch die Artikel Weinbau in Deutschland, Weinbau in Österreich, Weinbau in der Schweiz, Weinbau in Südafrika und Weinbau in Kanada sowie die Liste von Rebsorten.

## Verbreitung
Sie ist für die Anbaugebiete Baden, Nahe, Franken, Rheinhessen und Pfalz klassifiziert. Im Jahr 1988 waren in Deutschland noch 2242 ha Fläche mit Morio-Muskat bestockt. Bis zu Beginn der 70er Jahre waren diese häufig goldgelben Weine sehr beliebt und gingen häufig in den populären Liebfrauenmilch-Verschnitt ein. Aufgrund des begrenzten Anbauwertes nimmt die Anbaufläche jedoch kontinuierlich ab. Im Jahr 2007 waren nur noch 517 Hektar mit der Rebsorte Morio-Muskat bestockt. Im Jahr 2006 waren noch 541 Hektar Anbaufläche bestockt, nachdem im Jahr 1999 immerhin 1167 Hektar erhoben wurden. Kleinere Rebflächen sind in Österreich, in der Schweiz, in Südafrika und in Kanada bekannt.
Innerhalb Deutschlands verteilte sich die bestockte Rebfläche 2019 wie folgt:
| Weinbaugebiet          | Rebfläche (Hektar) |
| Ahr                    | -                  |
| Baden                  | -                  |
| Franken                | 2                  |
| Hessische Bergstraße   | –                  |
| Mittelrhein            | -                  |
| Mosel                  | 1                  |
| Nahe                   | 9                  |
| Pfalz                  | 182                |
| Rheingau               | unter 0,5          |
| Rheinhessen            | 149                |
| Saale-Unstrut          | 1                  |
| Sachsen                | 2                  |
| Stargarder Land        | -                  |
| Württemberg            | -                  |
| TOTAL Deutschland 2019 | 346                |

Quelle: Rebflächenstatistik vom 24. August 2020, Statistisches Bundesamt, Wiesbaden